# Iqon
Iqon, aussi stylisé IQON, est un festival de hardstyle et techno hardcore organisé en Australie par la société néerlandaise Q-dance. Cet événement n'a lieu qu'une seule fois, le 20 avril 2013, sur le site de l'International Dragway Sydney (en).

## Histoire
La première édition de l'Iqon a lieu le samedi 20 avril 2013, sur une piste de dragster à l'ouest de Sydney. L'Iqon est une réponse à la scène hardstyle grandissante en Australie, et au succès de Defqon.1, exportation du concept néerlandais ayant connu une dizaine d'éditions depuis 2003, dans le pays. Iqon est le deuxième événement organisé par Q-dance en Australie (voir Iqon Magazine). A contrario, l'Iqon est un concept exclusivement destiné au public australien, et est de plus le seul événement Q-dance à se dérouler en extérieur avec une seule scène.
Lors de cette première édition, Q-dance indique vouloir reconduire cet événement en 2014. Cependant, Q-dance annonce en janvier 2014 qu'elle n'organiserait pas l'Iqon durant cette année, au détriment de Defqon.1. Q-dance ne précise toutefois pas si le concept est totalement abandonné ou simplement mis en sommeil. Rétrospectivement, il est indiqué que ce sont les faibles ventes, la mauvaise météo et les difficultés techniques qui ont entrainées cette décision.

## Édition
| Date          | Lieu                                        | Durée       | Hymne                                    | Participants |
| ------------- | ------------------------------------------- | ----------- | ---------------------------------------- | --- |
| 20 avril 2013 | International Dragway Sydney (en) Australie | 11 h - 22 h | Noisecontrollers - Experience The Beyond | Stana, Code Black, Toneshifterz, Coone, DJ Isaac, The Prophet, Brennan Heart, Headhunterz, Zatox, Noisecontrollers. Animé par MC Villain N.B. : Frontliner devait participer, mais a dû annuler pour cause de maladie. |